# Monte San Francisco de Paula
El monte San Francisco de Paula (en inglés: Mount Byron) es una elevación de unos 480 m s. n. m. ubicada en la península Gómez Roca, cerca de la costa de la bahía 9 de Julio en el noroeste de la isla Gran Malvina.
Este monte de las Islas Malvinas forma parte de las Alturas San Francisco de Paula, y en su cima existe una estación de radar de la Real Fuerza Aérea.